# Affärsängel
En affärsängel är en privatperson som satsar sitt kapital, både monetärt och intellektuellt kapital i nystartade företag, som en form av riskkapital.
Företagaren får då tillgång till kapital, erfarenheter samt kontakter. Affärsängeln har ofta själv egen erfarenhet av att ha grundat, expanderat och sålt bolag. Affärsängeln tar ofta också plats i företagens styrelser och bidrar därmed aktivt till utvecklingen.
Uttrycket affärsängel som benämning på en investerare användes inledningsvis för rika personer som stöttade teaterproduktioner på Broadway. Senare har det kommit att beskriva privatpersoner som stöttar främst nya teknikföretag med pengar, kunskap och erfarenhet. Systemet med affärsänglar fick ett genomslag runt millennieskiftet i Silicon Valley där de började stötta startups i ett tidigt skeende.
I takt med att entreprenörskap har blivit populärare så har också antalet affärsänglar ökat. Ett sätt att hitta dem är via olika nätverk.

## Affärsänglar i Sverige
Svenska affärsänglar satsar flera miljarder kronor varje år i onoterade tillväxtbolag, men precisa siffror saknas. De vanligaste områdena är IT, medicinteknik och miljöteknik, där det utmärkande är att kapitalbehovet är stort eftersom det tar tid innan nya tekniker kan komma ut på marknaden, men pengar satsas även i till exempel tjänstesektorn.
Fler av de affärsänglar som verkar i Sverige har tidigare varit aktiva som entreprenörer eller tidiga anställda på framgångsrika svenska techföretag. Några exempel på svenska affärsänglar är:
- Niklas Zennström - grundade Skype och driver nu riskkapitalbolaget Atomico.
- Jane Walerud - en av grundarna till mjukvaruföretaget Bluetail som år 2000 såldes till amerikanska Alteon för 1,4 miljarder kronor. Därefter har hon varit engagerad i dussinet uppstarter, bland annat i Klarna, Tobii och Lensway, där hon suttit i styrelsen i så gott som alla och arbetat operativt i fyra.[5]
- Sophia Bendz - tidigare marknadschef på Spotify och nu en av Sveriges mest aktiva affärsänglar. Har bl.a. investerat i bolag såsom Tictail, Digiexam, Sana labs, Joints Academy, Dogbuddy, Karma, Bokio och Prion.
- Lena Apler - grundade Collector 1999. Har bl.a. investerat i bolag såsom Sigmastocks, Albert, NA-KD, Wint och Dreams.